# Bruno Seitler
Carl Bruno Seitler (* 25. Oktober 1851 in Dresden; † 11. Dezember 1925 ebenda) war ein deutscher Architekt und Hochschullehrer.

## Leben
Bruno Seitler wurde als Sohn des Töpfermeisters Karl Gottlob Seitler und dessen Ehefrau Christine Erna Caroline in Dresden geboren, erlernte das Maurerhandwerk und besuchte die Baugewerkenschule Dresden. Von 1871 bis 1874 studierte er an der Dresdner Kunstakademie bei Georg Hermann Nicolai, dem Mitbegründer der sächsischen Neorenaissance-Schule, der sogenannten Semper-Nicolai-Schule. Seitler schloss das Studium mit Auszeichnung ab und erhielt den „Rompreis“, ein Stipendium, das er 1877 für eine Studienreise nach Paris, Griechenland und Italien nutzte. Zuvor erlangte er praktische Erfahrungen in Anstellungen in Dresden im Architekturbüro von Hugo Schönherr und Richard Weise (u. a. Residenztheater) sowie in Berlin im Architekturbüro von Hermann Ende und Wilhelm Böckmann.
Nach seiner Rückkehr arbeitete er zunächst als Hilfslehrer an der Baugewerkenschule Chemnitz und heiratete Elisabeth Blüher. Aus dieser Ehe gingen zwei Söhne hervor: Carl Gustav Seitler, der ebenfalls einen Bauberuf ergriff, und Erich Friedrich Seitler, der eine militärische Laufbahn einschlug. Im Jahr 1897 wurde er zum Professor an der Dresdner Baugewerkenschule ernannt, deren Direktion er 1905 als Nachfolger von Paul Kayser übernahm. 1910 wurde die Schule in „Königliche Bauschule“ umbenannt, nach 1918 Staatsbauschule. Sie lag an der St.-Privat-Straße (heute Paul-Schwarze-Straße) in Dresden-Neustadt. Seitler erhielt 1907 den Titel eines (königlichen) Baurats. Im Jahr 1920 ging er in Pension. Zu seinen bekanntesten Schülern zählen u. a. Kurt Bärbig und Oskar Schröder.

## Bauten und Entwürfe

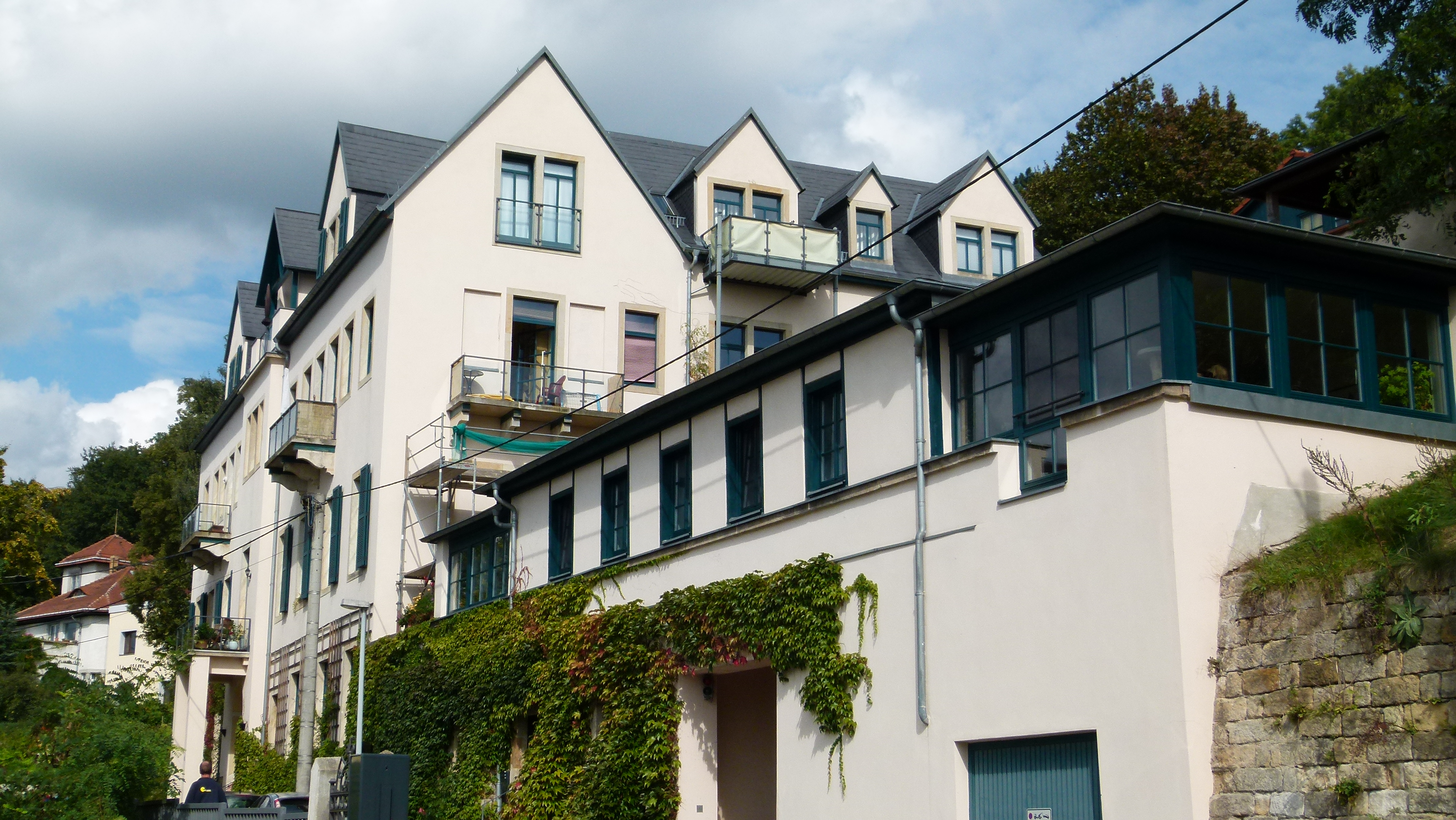
Haus Veilchenweg 19 in Dresden

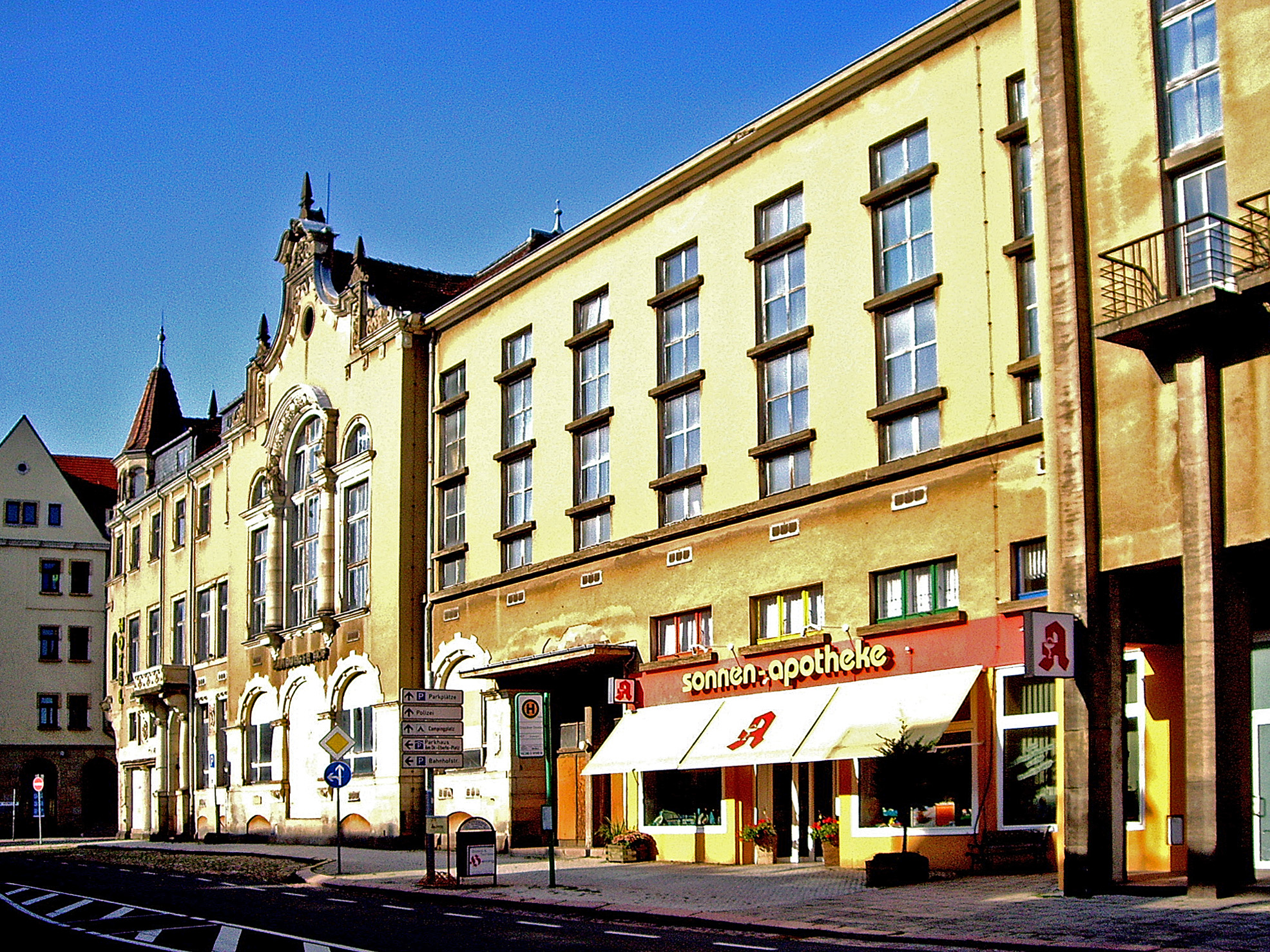
Hamburger Hof in Meißen (2011)

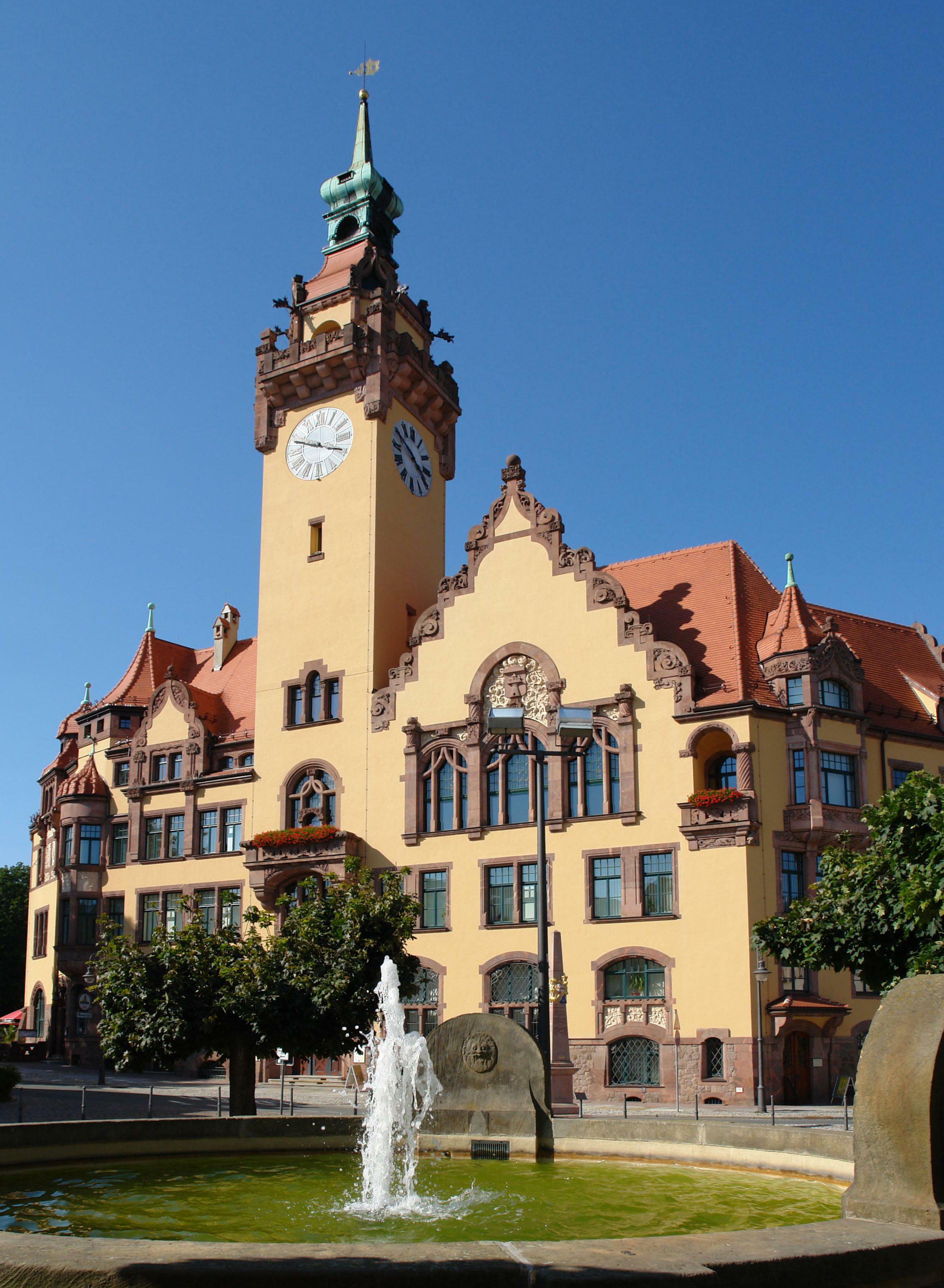
Rathaus Waldheim

- 1882: Villa Victoriahöhe 19 (jetzt Veilchenweg 19) in Dresden[9]
- 1885–86: Villa B. Haensel, Pirnaische Vorstadt, Eliasstr. 6, Dresden, zerstört.
- 1886: Wohn- und Geschäftshaus Bankstr. 6, Dresden.
- 1886: Zeile viergeschossiger Wohn- und Geschäftshäuser, Marschallstr. 25, 27, 29, 35, Dresden.
- 1887–88: Villa, Palaisstr. 1, Dresden, Ausführung durch Oskar Jehn (zerst.).
- 1889: Neubauten in der Dresdner Altstadt im Bereich König Johann-Str., alle 1945 zerstört.
- 1890: Erweiterungsbau (Querschiff und Turm) der von Richard Schaeffer erbauten evangelischen Kirche auf dem Weißen Hirsch in Dresden[10][11]
- 1891: Villa in Oberlößnitz, Wilhelmstr. (heute zu Radebeul).
- 1893/94: Villa in Dresden-Loschwitz, Alexanderstraße 2.
- 1894: Villa Max Schröder in Neudörfchen (heute zu Meißen).
- 1895/96: Villa in Dresden-Loschwitz, Schevenstraße 4.
- 1895: Kaufhaus Ritter in Dresden, Marschallstraße 3, Wohn- und Geschäftshaus (1945 zerstört).
- 1896: Hamburger Hof in Meißen, Stadtteil Cölln, Dresdner Straße 9 (Restaurant und Hotel mit Saalbau).
- 1896: Entwürfe für die Ausstellung „Die alte Stadt“ in Dresden
- 1898/99: Villa Mühlberg in Dresden-Loschwitz, Schevenstraße 3b.
- 1899–1900: Gebäudekomplex der Frauen- und Haushaltungsschule, Karlsbader Str., Schwarzenberg (Erzgebirge).
- um 1900: Kaufhaus Metzler in Dresden, am Altmarkt (1945 zerstört).
- 1901: Villenumbau, Bautzner Str. 118.
- 1902: Rathaus in Waldheim (Fassade mit Jugendstil-Elementen aus Rochlitzer Porphyr)[12]
- 1907: Entwürfe für einen Synagogen-Neubau anstelle der Alten Synagoge in Dresden[13]
- 1907: „Haus zum Besenstiel“ in Kulmbach, Klostergasse 12 (unter Denkmalschutz)

sowie undatiert:
- Villa in Dresden-Strehlen, Franz-Liszt-Straße 1 (1945 zerstört).
- Villa Conrad in Dresden, Comeniusstraße 10 (1945 zerstört)[14]